# Sranan
Sranan (även surinamesiska, taki-taki) är ett språk som talas av ungefär 500 000 invånare i Surinam där det är landets lingua franca. Det har inte erkänt som statens officiella språk..
Språket skrivs med latinska alfabetet.
Sranan är ett engelskbaserat kreolspråk med element från främst nederländska, portugisiska och olika central- och västafrikanska språk, men även med inslag av spanska, franska, olika asiatiska språk, hindi, urdu, javanesiska och mandarin.

## Fonologi

### Konsonanter
|             | Bilabial | Alveolar | Postalveolar | Palatal | Velar  | Glottal |
| ----------- | -------- | -------- | ------------ | ------- | ------ | ------- |
| Nasal       | m        | n        |              | ɲ       | ŋ      |         |
| Klusil      | p \| b   | t \| d   |              |         | k \| g |         |
| Affrikat    |          |          | ʧ \| ʤ       |         |        |         |
| Frikativ    | f        | s \| z   | ʃ            |         |        | h       |
| Tremulant   |          | ɾ ~ r    |              |         |        |         |
| Lateral     |          | l        |              |         |        |         |
| Approximant | w        |          |              |         |        |         |

Källa:

### Vokaler
|              | Främre | Central | Bakre |
| ------------ | ------ | ------- | ----- |
| Sluten       | i      |         | u     |
| Mellansluten | e      | ə       | o     |
| Mellanöppen  | ɛ      | ə       | ɔ     |
| Öppen        |        | a       |       |

Källa: